# Евфимий (Брадатый)
Архиепи́скоп Евфи́мий I (в миру Емелиан Брадатый; ум. 1 ноября 1429, Новгород) — епископ Русской церкви, архиепископ Новгородский и Псковский.

## Биография

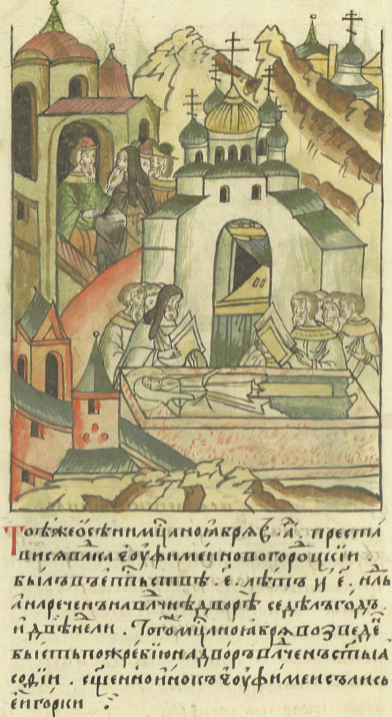
Смерть Ефимия I Брадатого

Прозвище Брадатый получил из-за большого подбородка. До избрания на новгородскую кафедру был иеромонахом новгородского Деревяницкого монастыря, духовником архиепископа Симеона.
Избран на архиепископскую кафедру по жребию, возведён «на сени Софии» 30 августа 1423 года, сменив смещённого новгородцами владыку Феодосия, при становлении наречён Евфимием.
В сентябре 1424 года в Москве хиротонисан во епископа Новгородского и Псковского, возведён в сан архиепископа.
Известен строительством храмов (в 1424—1427 годах построена церковь Спаса Милостливого в Новгородском Кремле за алтарём Софийского собора).
Новгородскому архиепископу приходилось выполнять важные дипломатические функции.
По указанию Евфимия была написана мартовская минея. Также известно его «Исповедание веры» (1424 год) и грамота псковскому духовенству (1426 год). В 1428 году возглавлял посольство на переговорах с литовским великим князем Витовтом, состоявшихся близ Порхова.
Скончался 1 ноября 1429 года, погребён в Деревяницком монастыре.